# 弗拉默斯海姆
弗拉默斯海姆是德国莱茵兰-普法尔茨州的一个市镇。总面积9.31平方公里，总人口1621人，其中男性813人，女性808人（2011年12月31日），人口密度174人/平方公里。